# San Domenico (Genua)

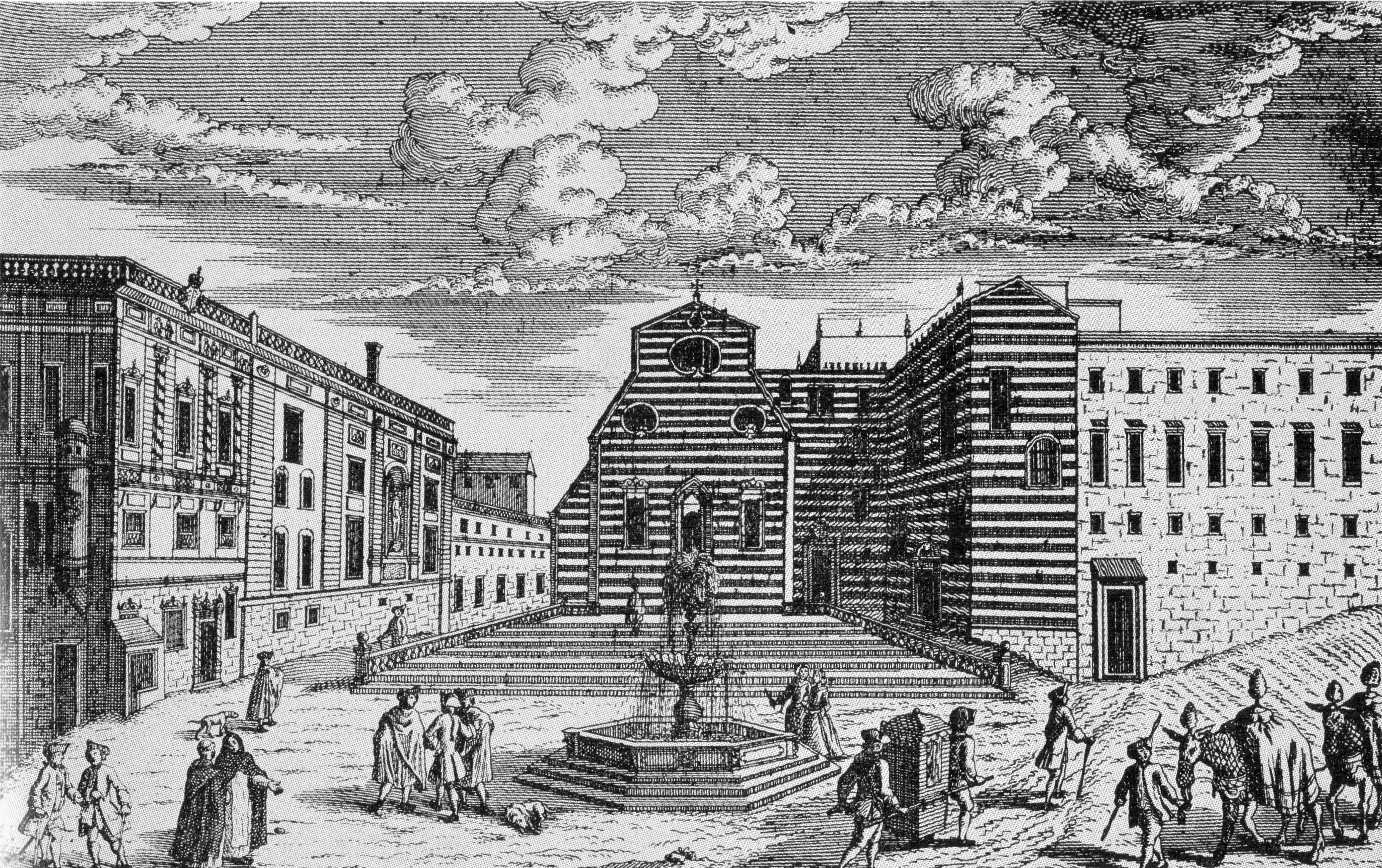
Kirche und Piazza San Domenico in der ersten Hälfte des 18. Jahrhunderts in einer Radierung von Friedrich Bernhard Werner

San Domenico war eine Kirche in Genua mit angeschlossenem Dominikanerkloster, die im 15. Jahrhundert an den Hängen des Hügels Piccapietra errichtet wurde.

Die Kirche wurde in den 1820er Jahren abgerissen, um Platz für das Teatro Carlo Felice und das Gebäude der Accademia Ligustica an der heutigen zentralen Piazza De Ferrari zu schaffen.

## Geschichte
„Die Kirche mit dem Kloster des heiligen Dominikus gehört ebenfalls zu dieser Region, und das eine und das andere Gebäude haben kaum Vergleichbares in Italien oder anderswo.“

Der Dominikanerkomplex war eines der wichtigsten religiösen Zentren Genuas. Die Kirche war nach Angaben von Autoren des 18. Jahrhunderts die größte der Stadt und nach dem Dom die zweitwichtigste hinsichtlich ihrer künstlerischen Ausstattung.

### Ursprünge
Die Kirche geht auf eine frühere Kirche aus dem 12. Jahrhundert zurück, die Sant’Egidio geweiht war und nach einer der Tore der Stadtmauer, die Porta „del Barbarossa“ (1155), benannt war, das im 17. Jahrhundert abgerissen wurde, um die Via Giulia zu verbreitern.
Im Jahr 1217 wurde die Kirche von der Regierung der Republik der örtlichen Dominikanergemeinschaft anvertraut, die von Dominikus von Guzmán während seines Aufenthalts in Genua zwischen 1214 und 1215 gegründet worden war. Nachdem die Dominikaner ein angrenzendes Grundstück von einem gewissen Nicolò Doria erworben hatten, errichteten sie dort das Kloster.
Um 1250 ließen die Brüder eine geräumigere Kirche errichten, die einer großen Zahl von Gläubigen Platz bot. Die inzwischen nach dem Ordensgründer benannte Kirche wurde mehrfach umgebaut und erweitert. Mit der Fertigstellung der Fassade im Jahr 1440 erhielt sie ihre endgültige Gestalt.
Der selige Jacobus de Voragine, Erzbischof von Genua im 14. Jahrhundert, und viele berühmte Genueser, darunter mehrere Dogen, wurden hier beigesetzt.
Zu den berühmtesten Predigern, die im Dominikanerkloster predigten, gehören Petrus von Verona (1205–1252), Vinzenz Ferrer (1350–1419) und Girolamo Savonarola (1452–1498).
Das Kloster beherbergte zu verschiedenen Zeiten berühmte Persönlichkeiten: 1311 hielt sich hier Kaiser Heinrich VII. mit seiner Gemahlin Margarete von Brabant auf (die am 13. Dezember desselben Jahres während eines Aufenthalts in Genua vorzeitig verstarb), 1403 der byzantinische Kaiser Manuel Palaiologos und 1409 Theodor II. von Monferrat.

### Abriss des Komplexes

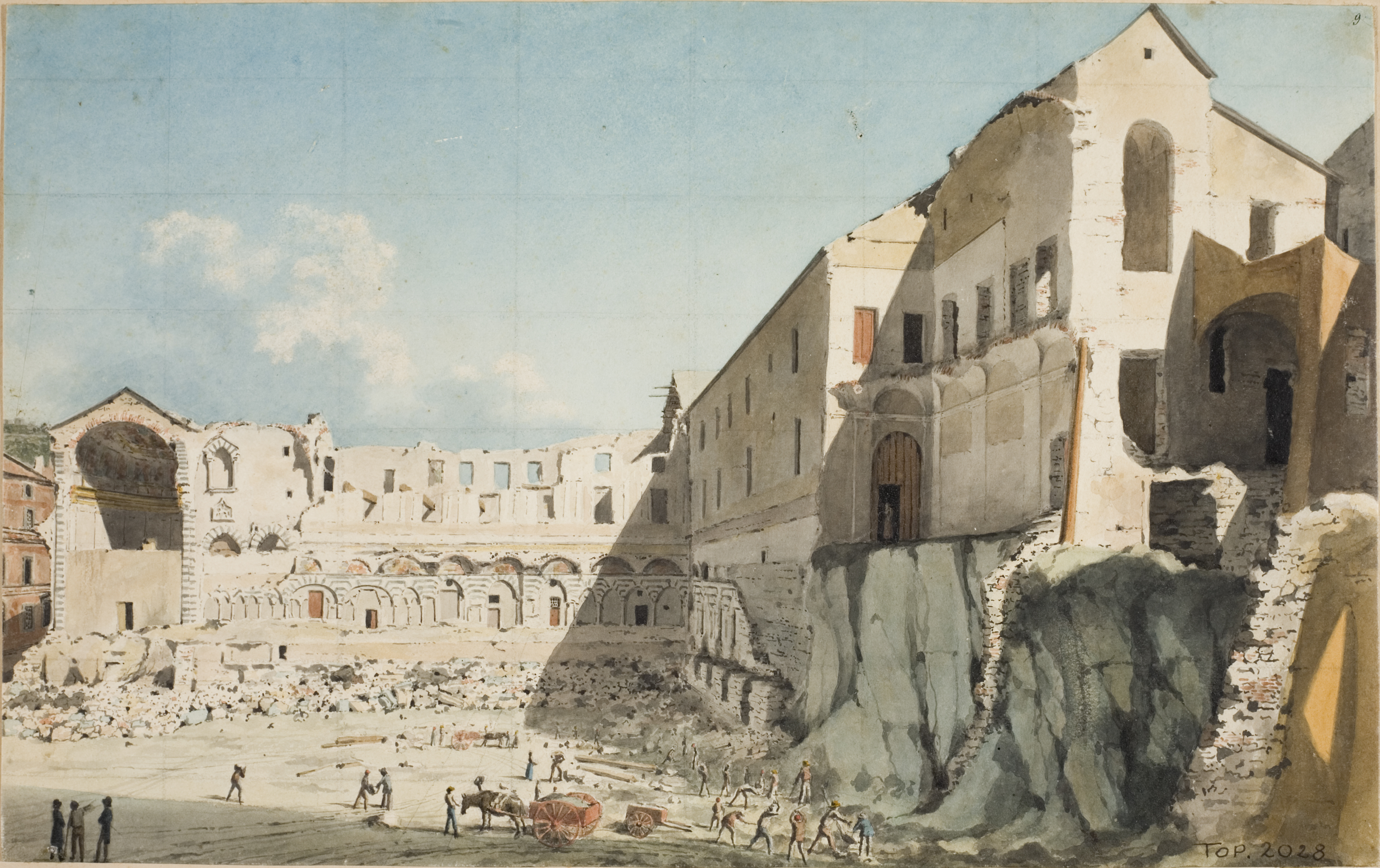
Das Abbruchgelände in einem Aquarell von Luigi Garibbo (1825)

Die Dominikaner mussten die Kirche und das Kloster 1797 aufgrund der von der Ligurischen Republik erlassenen Gesetze zur Aufhebung religiöser Orden verlassen. Die Kirche wurde ihrer Kunstwerke und Einrichtungsgegenstände beraubt, die größtenteils verloren gegangen sind, und zu einem Lagerhaus, das Kloster zu einer Kaserne umfunktioniert.
Nach dem Beschluss des Wiener Kongresses von 1814, der den Anschluss der ehemaligen Ligurischen Republik an das Königreich Savoyen genehmigte, wollten die lokalen Behörden im Einklang mit dem säkularen Geist jener Zeit den gesamten Klosterkomplex abreißen, um die Säkularisierung der Stadt sichtbar zu machen und in dem Gebiet einen neuen öffentlichen Raum zu schaffen, der zu einem sozialen und kulturellen Treffpunkt werden sollte. Insbesondere erneuerten sie ihre Forderung, ein neues Theater auf dem bereits von der Kirche eingenommenen Platz errichten zu dürfen. Die savoyischen Behörden befürworteten zwar den Abriss der Kirche, waren aber daran interessiert, das in eine Kaserne umgewandelte Klostergelände zu erhalten, um ein Kontrollinstrument über die Stadt zu haben. Daher genehmigte König Viktor Emanuel I. am 2. Juni 1818 nur den Abbruch der Kirche und verweigerte zunächst den Abbruch der im ehemaligen Kloster untergebrachten Kaserne. In den folgenden Jahren wurde jedoch auch diese Gebäude im Zuge der städtebaulichen Entwicklung, die die alte Piazza San Domenico zum Mittelpunkt des neuen städtischen Straßennetzes machen sollte, abgerissen. 1825 wurde ein Wettbewerb für ein neues Opernhaus ausgeschrieben. Das Pflichtenheft sah vor, dass das Gebäude auf dem Gelände des Klosters und der Kirche San Domenico, Gebäude die seit 1797 zu Lagerhäusern und Kasernen umfunktioniert worden waren errichtet werden sollte.
Der Komplex San Domenico wurde abgerissen und an seiner Stelle das Teatro Carlo Felice nach Plänen des genuesischen Architekten Carlo Barabino errichtet. Das Theater wurde 1828 eingeweiht.
Ursprünglich sah das Projekt auch den Bau einer neuen Kaserne auf dem gleichen Gelände vor, aber diese Idee wurde verworfen und stattdessen der 1831 fertiggestellte Palast errichtet, der die Accademia Ligustica und die Biblioteca Civica Berio beherbergt, die seit 1998 in den restaurierten Räumen des ehemaligen Seminario dei Chierici untergebracht ist.

## Das Gebäude

### Architektonische Struktur
Die Kirche mit einer Länge von 360 genuesischen Palmi (90 m) hatte einen Grundriss in Form eines lateinischen Kreuzes und eine romanisch-gotische Fassade mit schwarzen und weißen Querbändern. Das Presbyterium war mit einem Kreuzrippengewölbe überspannt, während die drei durch Säulen gegliederten Schiffe mit einem hölzernen Dachstuhl versehen waren.
Ursprünglich gab es keine halbrunde Apsis, die erst im 17. Jahrhundert angebaut wurde, und der Chor befand sich in der Mitte des Querschiffs. Die ursprüngliche Kirche hatte also die für die Bettelorden typische T-Form. Die Fassade wurde viele Jahre nach dem Bau des gesamten Gebäudes, um 1440 fertiggestellt. Sie greift ein spätgotisches Dekorationsmuster auf, das noch im 15. Jahrhundert in Genua zu finden war, und zeichnet sich durch die für die ligurische Tradition typische Verkleidung mit horizontalen schwarz-weißen Bändern aus.
Im Laufe des 15. Jahrhunderts wurde der Bau des Klosters abgeschlossen und die Kirche um weitere Seitenkapellen erweitert, so dass sie den Grundriss eines lateinischen Kreuzes erhielt, wobei die Apsis rechteckig blieb. Die Notwendigkeit, neue Kapellen zu errichten oder die bestehenden zu vergrößern, ergab sich aus der Notwendigkeit, Platz für die Bestattungen der immer zahlreicher werdenden adeligen und bürgerlichen Familien zu finden, die durch Vermächtnisse und Schenkungen den Ausbau des Komplexes ermöglichten. Dieses Phänomen, das bereits im 15. Jahrhundert einsetzte, erreichte seinen Höhepunkt im 17. Jahrhundert, als die Kapellen mit neuen Dekorationen und Kunstwerken verschönert wurden. Zu Beginn des 17. Jahrhunderts wurde die Apsis auf Anordnung des Visitators Monsignore Bossi im Jahr 1582 in eine halbrunde Form umgewandelt und das Gewölbe mit vergoldetem Stuck des lombardischen Architekten Giovanni Aicardi verziert. Das Gewölbe der Apsis wurde von Strozzi mit Fresken bemalt, die jedoch laut Ratti bereits Ende des 18. Jahrhunderts durch Feuchtigkeit zerstört wurden.
Im Inneren befinden sich etwa zwanzig Kapellen, die mit kostbarem Marmor und Kunstwerken der bedeutendsten genuesischen Künstler, vor allem aus dem 17. Jahrhundert, ausgestattet waren. Zu diesem Komplex gehörte auch das Oratorium des heiligen Petrus, das sich direkt vor dem Eingang des Klosters befand, und das Oratorium der Jungfrau vom Rosenkranz, das sich unter der Rosenkranzkapelle im Inneren der Kirche befand. 1504 unterzeichnete der Organist Tiburzio de Fiechis für diese Kirche einen Vertrag über den Bau einer Orgel von 10 Fuß und 6 Registern.

### Kunstwerke
In seiner um die Mitte des 18. Jahrhunderts verfassten Beschreibung zählt Ratti zahlreiche Kunstwerke auf, vor allem Gemälde und Fresken, die in den Kapellen der Kirche und den angrenzenden Räumen aufbewahrt wurden und einen Eindruck vom großen Reichtum des Komplexes vermitteln. Die meisten Gemälde stellen Episoden aus den Evangelien und Heilige des Predigerordens dar, von den bekanntesten (vom Gründer, dem hl. Dominikus, bis zu Thomas von Aquin und Rosa von Lima) bis zu weniger bekannten wie dem Heiligen Hyazinth von Polen.

#### Fresken
- Fresken aus dem 15. Jahrhundert zu beiden Seiten der Tür zum Kreuzgang, die Christus im Grab (1401) und den gekreuzigten Christus (1461) darstellten
- Fresken mit der Darstellung des Paradieses von Bernardo Strozzi im Gewölbe der Apsis (ein Fragment des Fresko mit dem Kopf des Täufers, das einzige Zeugnis dieses großen Werks, wird im Museum der Accademia Ligustica aufbewahrt)[9]
- Fresken des Rosenkranzmysterien von Giovanni Carlone in der Kuppel und den Kragsteinen der großartigen Kapelle der Rosenkranzmadonna, die von dem lombardischen Architekten Rocco Pennone entworfen wurde
- Fresken von Domenico Piola in der Kuppel der Kapelle des Heiligen Dominikus, mit Engel die den Tod des Erlösers und der Evangelisten beklagen
- Fresko der  Madonna zwischen zwei Engeln von Francesco di Oberto.

#### Gemälde
- Giovanni Andrea Ansaldo: Kruzifix
- Gioacchino Assereto: Heiliger Domenikus;
- Giulio Benso: Jungfrau mit dem Bildnis des Heiligen Dominikus;
- Luciano Borzone[10]: Die Jungfrau, die ihr Kind dem heiligen Simeon übergibt, und Christus auf dem Kalvarienberg;;
- Francesco Capurro: Heilige Rosa;
- Giovanni Battista Carlone: Verkündigung der Heiligen Jungfrau;
- Giovanni Andrea De Ferrari:  Der heilige Antoninus, Erzbischof von Florenz und Krippe
- Orazio De Ferrari: Fußwaschung;
- Domenico Fiasella (bekannt als il Sarzana): Der heilige Hyazinth vor der Jungfrau, die Madonna von Loreto, der heilige Märtyrer Petrus, der heilige Vinzenz Ferreri, der für ein totes Kind betet, der Disput Jesu unter den Schriftgelehrten, der tote Christus und das Fresko im Gewölbe der Kapelle des heiligen Dominikus
- Antonio Semino: Grablegung Christi;
- Bernardo Strozzi: Mariä Himmelfahrt
- Giovanni Battista Paggi: Herabkunft des Heiligen Geistes über die Apostel
- Giuseppe Palmieri: Resurrezione di Cristo, Auferstehung Christi, von Ratti als das beste Werk dieses Malers bezeichnet, Dominikanische Heilige, Predigt des Heiligen Vinzenz Ferreri in der Kirche San Domenico und Fresken im Gewölbe einer der Sakristeien
- Giovanni Battista Parodi: Fresken im Gewölbe einer der Sakristeien, die den siegreichen David über den Philister und den die Ketzerei geißelnden Thomas darstellen
- Domenico Piola: Der heilige Franz von Assisi vor der Jungfrau, der heilige Thomas von Aquin und Christus vor Kaiphas;
- Giulio Cesare Procaccini: Beschneidung von Jesus

#### Skulpturen
- Francesco Maria Schiaffino: sMarmorstatue des Heiligen Dominikus, heute in der Kirche Santa Maria di Castello
- Domenico Bissone[11]: Holzkruzifix, in der Marini-Kapelle.